# Siegfried I. (Wittgenstein)
Siegfried I. von (Battenberg-)Wittgenstein († nach 1283) war der Begründer der Linie Wittgenstein des alten Hauses Battenberg.

## Leben
Er war ein Sohn des Grafen Widekind I. von Wittgenstein und Battenberg und dessen Frau Ida von Runkel. Wahrscheinlich war er der älteste der Nachkommen. Seine Brüder waren Werner III. von Battenberg und Widekind II. von Battenberg.
Er war 1238 maßgeblich daran beteiligt, wie noch von seinem Vater gewünscht, die Hälfte der Grafschaft Battenberg an das Erzbistum Mainz zu verkaufen. Damit gaben die Battenberger ihre Rechte an diesem Gebiet aber nicht ganz auf. Vielmehr teilten sich Bischöfe und Grafen die Rechte an Battenberg und der Kellerburg sowie an den Gerichten.
Bald nach 1238 wurde zwischen ihm und seinem Bruder Widekind II. der ererbte Besitz aufgeteilt. Siegfried erhielt die südlichen Landesteile um die Burg Wittgenstein, während sein Bruder den Restbesitz um Battenberg erhielt. Ab 1243 nannte sich Siegfried ausschließlich nach seinem Besitz Wittgenstein. Wenig später ließ er unterhalb von Burg Wittgenstein eine ältere Ansiedlung zur Stadt Laasphe ausbauen. 1258 erwarb er zusammen mit Adolf von Grafschaft vom Kloster Grafschaft den Berg, auf dem eine zweite Stadt gegründet wurde, Berleburg.
Zwischen den beiden Herrschaftsgebieten kam es zu einer unterschiedlichen politischen Orientierung. Sein Bruder orientierte sich an den Mainzer Erzbischöfen, Siegfried hatte dagegen enge Beziehungen zu den Landgrafen von Thüringen/Hessen. Er taucht als Zeuge in einer Reihe von Urkunden der Sophie von Brabant – der Stammmutter des Hauses Hessen – auf. So war er anwesend, als diese das Deutschordenshaus in Marburg unter ihren Schutz stellte.
Im Jahr 1282 verbündete er sich mit seinem Neffen Hermann II. von Battenberg anlässlich einer Fehde zwischen Erzbischof Werner von Eppstein und Landgraf Heinrich I. von Hessen. Dabei ging es den Verwandten darum, die Herrschaft Hatzfeld für sich zu gewinnen. Nach dem Abschluss des Friedens mussten sie diese Herrschaft aber wieder herausgeben. Urkundlich tritt Siegfried zum letzten Mal 1283 anlässlich einer Güterübertragung an das Kloster Caldern in Erscheinung.